# Sistema de Información de los Afiliados a los Fondos de Pensión (Colombia)
El Sistema de Información de los Afiliados a las Administradoras de los Fondos de Pensión, SIAFP, es el sistema en el cual se maneja toda la información de los afiliados en el Régimen de Ahorro Individual con Solidaridad a través de las Administradoras de los Fondos de Pensiones de Colombia.

## Objetivo del SIAFP
Diseñar e implantar  los mecanismos estructurales, procedimentales, operativos y tecnológicos que garanticen que la información de las Administradoras de Fondos de Pensiones en Colombia, administrada por un operador centralizado, sea consistente, veraz, única, oportuna, transparente y ajustada a la ley.  De esta manera, se permite realizar los procesos operativos necesarios entre las Administradoras de Fondos de Pensiones de forma segura, ágil y oportuna.

## Generalidades
En el SIAFP se maneja de forma centralizada toda información de los afiliados a las seis Administradoras de Fondos de Pensiones y Cesantías, Porvenir, Protección, Horizonte, ING, Colfondos y Skandia. De esa manera, se puede garantizar y apoyar el funcionamiento de los diferentes procesos operativos realizados en estas Administradoras.